# Hendrik Kruger
Hendrik Kruger (Potchefstroom, 30 juli 1991) is een Zuid-Afrikaans wielrenner. In februari 2015 werd hij vijfde op het Zuid-Afrikaans kampioenschap op de weg, drie maanden later behaalde hij in de Mayday Classic zijn eerste officiële overwinning. Daarnaast behaalde hij dat jaar ereplaatsen in de PMB Road Classic (tweede achter Reynard Butler) en de Hibiscus Cycle Classic (tweede achter Metkel Eyob).

## Overwinningen
2015
Mayday Classic
 Afrikaanse Spelen, ploegentijdrit (met Gustav Basson en Shaun-Nick Bester)
2019
Bergklassement Tour of Good Hope

## Ploegen
- 2012 –  Team Bonitas
- 2013 –  La Pomme Marseille (stagiair vanaf 1-8)